# 吉村宣範
吉村 宣範（よしむら のぶのり）は、伊勢桑名藩の家老、のちに御政事惣宰。通称は権左衛門。戊辰戦争では早くから降伏、新政府への恭順を主張し続け、藩論に多大な影響を及ぼしたため、徹底抗戦を望んだ藩主である松平定敬の命令によって殺害された。

## 生涯
文政3年（1820年）、吉村又右衛門宣充を祖とする吉村分家第9代当主で、桑名藩家老である吉村半右衛門宣陽の長男として生まれる。始め20人扶持の奏者番頭として桑名藩に召し出される。のちに200石取りの番頭となり、次に500石取りの江戸家老に任命される。この頃、父である宣陽は、まだ国家老として勤めていたため、親子が同時代で桑名藩家老となっていた。
慶応元年（1865年）、家督を継いで700石となり、吉村分家第10代当主となる。後には800石に加増される。
慶応3年（1867年）8月16日の藩政改革で家老職が廃止、代わりに御政事惣宰に任命され、行政面での最高指導者となる。宣範はこの時すでに江戸幕府を見限り、新しい体制に恭順することを主張していたが、藩主である松平定敬は京都所司代として京都に在ったため、江戸詰の宣範とは充分に意思疎通が図れなかった。また、国元である桑名とも離れていたので、藩論の大勢を掴むことができなかった。鳥羽・伏見の戦いが起こる前には、京都へ呼ばれて定敬の側近として仕えることになったが、宣範とは正反対の徹底した佐幕思想を持つ定敬や、藩論に影響を与えるには遅すぎた。
鳥羽・伏見の戦いで桑名藩は敗れ、定敬は江戸へ逃れて霊巌寺にて謹慎すると、宣範も後を追って江戸へ向かう。江戸には桑名藩士が300名ほど居たが、新政府軍への徹底抗戦を望む抗戦派、新政府軍へ降伏し恭順を望む恭順派に分かれて、意見が激しく対立していた。ただし、この時点で抗戦派は少なく、宣範を筆頭とする恭順派が圧倒していた。劣勢である抗戦派は宣範ら恭順派を、「恭順という聞こえの良い名目で、死を恐れ、生を楽しむ者共」として激しく憎んだ。
新政府軍はその間にも江戸へ追撃の構えを見せたが、国元の桑名では重臣達が新しい藩主として、先代藩主の松平定猷の遺児である万之助（後の松平定教）を擁立して既に降伏していたため、帰国も困難となり、定敬達は桑名藩分領地の越後国柏崎へ逃れることになった。明治元年3月7日（1868年3月30日）、定敬は霊巌寺を発ち、主に恭順派の重臣、藩士100名ほどを伴って海路で越後を目指した。宣範は御軍事惣宰である服部半蔵正義らと共に120人程の藩士を引き連れて陸路で柏崎を目指した。主な抗戦派80名弱は江戸に残り、その後関東を転戦することになった。他に恭順を目的として桑名へ帰国する者もあった。
明治元年3月30日（1868年4月22日）に、定敬は柏崎に到着、勝願寺にて謹慎する。陸路で向かっていた宣範らも同年4月4日（1868年4月26日）に到着し合流する。ここで定敬は表向きは謹慎としつつも、実兄である松平容保の意思に倣って徹底抗戦の意思を強くしていた。しかし、この時の定敬の側近は、信範を筆頭として穏健な恭順派が占めており、数少ない抗戦派の山脇十左衛門正軌も宣範によって遠ざけられていた。23歳の血気盛んな青年である定敬に対して、49歳の老練な政治家である信範は執拗に新政府軍への恭順を説き続ける。さらに、本国桑名からは密使の鈴木右衛門七と岩尾忠治が派遣され、本国の様子を伝えた上で、柏崎の藩士達も恭順するようにと説いた。これを受けて宣範は一層強気になり、「柏崎の全桑名藩士は本国へ帰って恭順する」と応じた。このように定敬の意に反して、柏崎の桑名藩士は急速に恭順派に染まりつつあった。
定敬はこの状況を打破するために、抗戦派の山脇を呼びつけ二つの命令を下した。一つは「一刻も早く関東を転戦している抗戦派の主力を柏崎に呼び寄せること」、もう一つは「恭順派筆頭で影響力の強い宣範を誅殺すること」であった。定敬の密命を受けた山脇は、息子である山脇隼太郎正勝に、宣範を誅殺せよとの定敬の密命を伝え、その実行役を命じた。山脇正勝はさらに友人である高木剛次郎貞廉（後の高木貞作）に事情を打ち明け協力を求めた。高木は喜んで引き受けた。
明治元年閏4月3日（1868年5月24日）21時頃、小雨の降る闇夜、宣範は定敬の謹慎する勝願寺から大久保陣屋へ帰る途中、栗島小路の坂道に差し掛かった。その時、山脇正勝と高木貞作が、宣範の先を歩く提灯持ちの従者の前に立ちはだかった。急に立ち止まった従者の前にある二つの黒い影に、宣範は「誰だ」と身構える。山脇が「上意により命を頂戴する」と返すや否や、宣範に突進した。新陰流達人で、藩内でも屈指の腕前である宣範も刀を抜いて応じようとしたものの、山脇が僅かに早く右脇腹を深くえぐって駆け抜けた。信範は刀を三寸ほど抜いたまま、そのまま前に倒れて絶命した。提灯持ちの従者も逃げようとしたところを高木によって斬られて果てた。山脇と高木はそのまま会津へ逃亡した。
宣範の遺骸は実弟である鵜飼兵右衛門がひきとり、柏崎の妙行寺に葬られた。享年49歳、賢心院殿勇功宣範日輝大居士。のちに妻子が江戸から柏崎へ訪れ、そのまま永住して菩提を弔った。
女優の鶴田真由は直系の子孫にあたる。
宣範は武士であり、前述のとおり新陰流の達人にまでなったが、武道よりむしろ文道を好んだ。桑名春日神社神官である富樫広蔭（鬼島広蔭）より国学を学び、なかでも和歌に優れ、謡曲もたしなんだ。酒、煙草、将棋は好まず、居室には常に小鳥を飼うような穏やかで優しい一面があった。一方で、悪人ではないが人徳に欠けており、先祖である又右衛門宣充の名声を鼻にかけ、周りから反感をかっており、藩主である定敬にも疎まれたとも伝わる。政治面では、頭脳明晰で円満な性格からも説得力に富んでおり、冷静沈着な思考力で物事を分析し、時代の推移を見据えることができていた。その上で、近い将来幕府の時代が終わることを予見していたと考えられている。宣範の死は、町田老之丞親賢や石井勇次郎ら当時抗戦派の桑名藩士には大いに喜ばれたが、現代では、「彼の死が無ければ桑名藩の動きは変わっていたはずである」とする文献や、「宣範の死によって、桑名藩が戊辰戦争を最後まで戦い続けた上で敗れることになり、多勢に敗れた先験論者、幕末の悲劇である」としてその死を惜しむ文献もある。